# ブーヒュースレーン地方
ブーヒュースレーン（ブーヒュースレーンちほう、Bohuslän [ˈbûːhʉːsˌlɛːn] ( 音声ファイル)）はスウェーデンのランドスカープで、南部イェータランドにある地方の一つ。行政区分上はヴェストラ・イェータランド県に属する。